# Carta di Atene (CIAM)
La Carta di Atene è un documento prodotto a seguito del IV Congresso internazionale di architettura moderna svoltosi nel 1933 sul Patris II, in viaggio da Marsiglia ad Atene. 

## Storia
La Carta fu pubblicata nel 1938, in lingua francese, per iniziativa di Le Corbusier - che fu il principale estensore del documento ma non firmò lo scritto. Da allora il testo ebbe innumerevoli edizioni in tutte le principali lingue. In Italia fu tradotta e pubblicata per la prima volta nel 1960.

## Enunciazione
Il documento in 95 punti, tenta di enunciare e fissare i principi fondamentali della città contemporanea ed è unanimemente  riconosciuta come un documento fondamentale del Movimento Moderno e della sua visione dell'Urbanistica. Si sostiene la teoria della zonizzazione, ossia la suddivisione dei quartieri e la diversificazione degli edifici in base alle funzioni che le persone svolgono all'interno della città, e che vengono ridotte a quattro: abitare, lavorare, divertirsi, spostarsi. I punti sono così articolati:
- Generalità
  - 1-8 La città e il suo territorio
- Stato attuale delle città, critica e rimedi
  - 9-29 Abitazioni
  - 30-40 Divertimenti
  - 41- 50 Lavoro
  - 51-64 Circolazione
  - 65-70 Patrimonio storico
- Conclusioni
  - 71-95 Punti della dottrina

(trad. dall'ed. in (FR) : La Charte d'Athenes..., Paris, Èdition de Minuit, 1957)